# Tau Aurigae
Désignations
Tau Aurigae (τ Aurigae / τ Aur) est une étoile géante de la constellation boréale du Cocher. Elle est visible à l'œil nu avec une magnitude apparente de 4,51 . L'étoile présente une parallaxe annuelle de 15,77 mas telle que mesurée par le satellite Hipparcos, ce qui permet d'en déduire qu'elle est distante d'environ ∼ 207 a.l. (∼ 63,5 pc) de la Terre. Elle se rapproche du Système solaire à une vitesse radiale de −19 km/s.
Tau Aurigae est une étoile géante jaune de type spectral G8 IIIb Fe-1, avec la notation « Fe-1 » qui indique que son spectre présente une sous-abondance marquée en fer. L'étoile est 2,55 fois plus massive que le Soleil et son âge est compris entre 660 et 890 millions d'années. Son rayon est 11 fois plus grand que le rayon solaire, elle est 63 fois plus lumineuse que le Soleil et sa température de surface est de 4 887 K.
Elle possède deux compagnons de 12e et 11e magnitudes recensés dans les catalogues d'étoiles doubles et multiples, mais ils apparaissent n'être que des doubles purement optiques, dont la proximité avec Tau Aurigae n'est qu'une coïncidence.